# Willem II de Cock van Weerdenburg

Wapen de Cock van Isendoorn

Willem II de Cock (1305-1371), ook bekend onder de naam Willem II de Cock van Weerdenburg tot Isendoorn, was een zoon van Willem I de Cock van Weerdenburg (1275-1318) en Mabelia van Arkel van Heukelom (1285-1317).
De Cock was heer van Weerdenburg, ridder en van 1344 tot 1371 de eerste heer van Isendoorn.
Hij trouwde in 1330 met Arnolda van Keppel (1310-1396). Zij was een dochter van Wolter III van Keppel heer van Keppel en Olbergen en Jutta van der Sluse. Zijn schoonmoeder Jutta was een dochter van Arnoud van der Sluis ridder (- 28 november 1296) en Agnes van der Leck (ca. 1210).
Uit zijn huwelijk zijn de volgende kinderen geboren:
- Alard de Cock van Isendoorn (ca. 1332-1414)
- Jutte de Cock van Isendoorn (ca. 1334-1396). Zij trouwde Steven van den Rutenberg.

Stamwapen van Keppel
Stamwapen van der Sluis